# 143. Reserve-Division (Wehrmacht)
Die 143. Reserve-Division war eine deutsche Infanterie-Division des Heeres im Zweiten Weltkrieg bei der Heeresgruppe Nordukraine. 

## Divisionsgeschichte

### Division Nr. 143
Die Division wurde Anfang 1939 als Division 143 in Frankfurt an der Oder (Wehrkreis III), welches auch anfänglich Hauptquartier war (später Crossen), als Ersatztruppe für den Stab der 163. Infanterie-Division aufgestellt und im November 1939 als Ersatztruppe des Wehrkreises II, nun als Division Nr. 143, benannt. Im August 1941 folgte die Verlegung nach Warthegau in den Wehrkreis XXI und im September die Überführung in die 143. Reserve-Division.

### 143. Reserve-Division
Die Division wurde am 18. September 1942 aus der Division Nr. 143 aufgestellt und in das Luzk-Gebiet in die Ukraine gesandt. 
Im April 1943 war die Division in Polen und im Juli 1943 in der Ukraine eingesetzt. Am 18. Februar 1944 wurde die Division in Dubno in der Westukraine aufgelöst und die Truppenteile anderen Verbände der Heeresgruppe Nordukraine zugewiesen. Die 394. Feldausbildungs-Division übernahm die Stellung dieser Division und der 147. Reserve-Division in der Ukraine.

## Gliederung

### 1939
- Infanterie-Ersatz-Regiment 3 (Frankfurt an der Oder)
  - Infanterie-Ersatz-Bataillon 8
  - Infanterie-Ersatz-Bataillon 50
  - Infanterie-Ersatz-Bataillon 169
  - Infanterie-Ersatz-Bataillon 338
- Infanterie-Ersatz-Regiment 68 (Guben) 
  - Infanterie-Ersatz-Bataillon 29
  - Infanterie-Ersatz-Bataillon 188
  - Infanterie-Ersatz-Bataillon 122
- Infanterie-Ersatz-Regiment 208 (Cottbus)
  - Infanterie-Ersatz-Bataillon 196
  - Infanterie-Ersatz-Bataillon 309
  - Infanterie-Ersatz-Bataillon 337
- Infanterie-Ersatz-Regiment 257 (Landsberg) 
  - Infanterie-Ersatz-Bataillon 457
  - Infanterie-Ersatz-Bataillon 466
  - Infanterie-Ersatz-Bataillon 477
  - Infanterie-Ersatz-Bataillon 479
- Artillerie-Ersatz-Regiment 3 (Frankfurt an der Oder)
  - Artillerie-Ersatz-Bataillon 3
  - Artillerie-Ersatz-Bataillon 39
  - Artillerie-Ersatz-Bataillon I./168
  - Artillerie-Ersatz-Bataillon I./208
  - Artillerie-Ersatz-Bataillon 257
- Kavallerie-Ersatz-Bataillon 9
- Panzer-Jäger-Ersatz-Bataillon 43
- Pionier-Ersatz-Bataillon 68
- Eisenbahnpionier-Ersatz-Bataillon 1
- Fahr-Ersatz-Bataillon 3
- Kraftfahr-Ersatz-Bataillon 23
- Baupionier-Ersatz-Bataillon 3

### 1941
- Infanterie-Ersatz-Regiment 68 (Gnesen)
- Infanterie-Ersatz-Regiment 76 (Kalisch)
- Infanterie-Ersatz-Regiment 208 (Lissa)
- Infanterie-Ersatz-Regiment 168 (Posen)

### 1942
- Reserve-Grenadier-Regiment 68 Brest-Litowsk
  - Reserve-Infanterie-Bataillon 169
  - Reserve-Infanterie-Bataillon 188
  - Reserve-Infanterie-Bataillon 512
- Reserve-Grenadier-Regiment 76 Luzk
  - Reserve-Infanterie-Bataillon 230
  - Reserve-Infanterie-Bataillon 323
  - Reserve-Infanterie-Bataillon 386
  - Reserve-Infanterie-Bataillon 479
- Reserve-Grenadier-Regiment 208 Kowel
  - Reserve-Infanterie-Bataillon 122
  - Reserve-Infanterie-Bataillon 337
  - Reserve-Infanterie-Bataillon 397
- Reserve-Artillerie-Bataillon 257 Bereza Kartusko
- Reserve-Pionier-Bataillon 68 Plozk

## Kommandeur
- General der Flakartillerie Karl von Roques: Dezember 1939 (nach zweifachem Ausscheiden 1933 und im Juli 1939) bis Mai 1940
- Generalleutnant/Generalmajor Paul Stoewer: Mai 1940 bis zur Auflösung, im Februar 1942 zum Generalmajor befördert